# Mende
|  | Aquest article tracta sobre una ciutat francesa. Vegeu-ne altres significats a «Mende (desambiguació)». |

Mende (nom occità i francès) és una ciutat del departament francès del Losera i a la regió d'Occitània. L'any 2005 tenia 13.013 habitants. Està situada a la riba esquerra de l'Òlt i pertany a la regió històrica del Gavaldà, que és part del Llenguadoc.

## Economia
És un centre turístic (excursions a les gorges del Tarn), i hi ha indústria tèxtil, tot i que darrerament s'hi ha instal·lat indústries de noves tecnologies.

## Història
La regió ja fou poblada des de l'edat de bronze, però la vila pròpiament dita data de l'edat mitjana. Mende era una antiga fira comercial entre el Llenguadoc i l'Alvèrnia. Igualment, després del segle ix, s'hi va establir una seu episcopal temporal, que serà efectiva a partir del segle xii.
En el segle xiv, el papa Urbà V, originari de la regió, hi va fer construir la catedral de Sant Privat, al centre de la vila. Fou parcialment destruïda durant les guerres de religió, el 1579, per les tropes protestants de Mathieu Merle, que també van fondre'n per fer canons la campana principal, que amb 25 tones era la més gran de la cristiandat; actualment se'n conserva el batall a l'interior de la catedral. Començada a reconstruir la catedral al cap de vint anys, la major part de l'edifici actual data del segle xvii.
Durant la Revolució Francesa Mende esdevindrà capital del nou departament de Losera.
| 1999   | 1990   | 1982   | 1975   | 1968  | 1962  | 1954  | 1936  | 1931  | 1921  | 1911  | 1901  | 1891  | 1881  |
| ------ | ------ | ------ | ------ | ----- | ----- | ----- | ----- | ----- | ----- | ----- | ----- | ----- | ----- |
| 11 804 | 11 286 | 10 929 | 10 451 | 9 713 | 8 337 | 7 752 | 6 499 | 6 145 | 6 109 | 7 005 | 7 319 | 7 878 | 7 202 |